# خوسيه مانويل لوبيز رودريغيز
خوسيه مانويل لوبيز رودريغيز (بالإسبانية: José Manuel López Rodríguez)‏ هو دراج إسباني، ولد في 21 فبراير 1940 في Caboalles de Abajo ‏ في إسبانيا.

## وصلات خارجية
- خوسيه مانويل لوبيز رودريغيز على موقع أرشيف الدراجات (الإنجليزية)
- خوسيه مانويل لوبيز رودريغيز على موقع إحصائيات الدراجات الإحترافية (الإنجليزية)
- خوسيه مانويل لوبيز رودريغيز على موقع اللجنة الأولمبية الدولية (الإنجليزية)
- خوسيه مانويل لوبيز رودريغيز على موقع أوليمبيديا (الإنجليزية)
- خوسيه مانويل لوبيز رودريغيز على موقع اللجنة الأولمبية الإسبانية (الإسبانية)